# 阿久利川事件

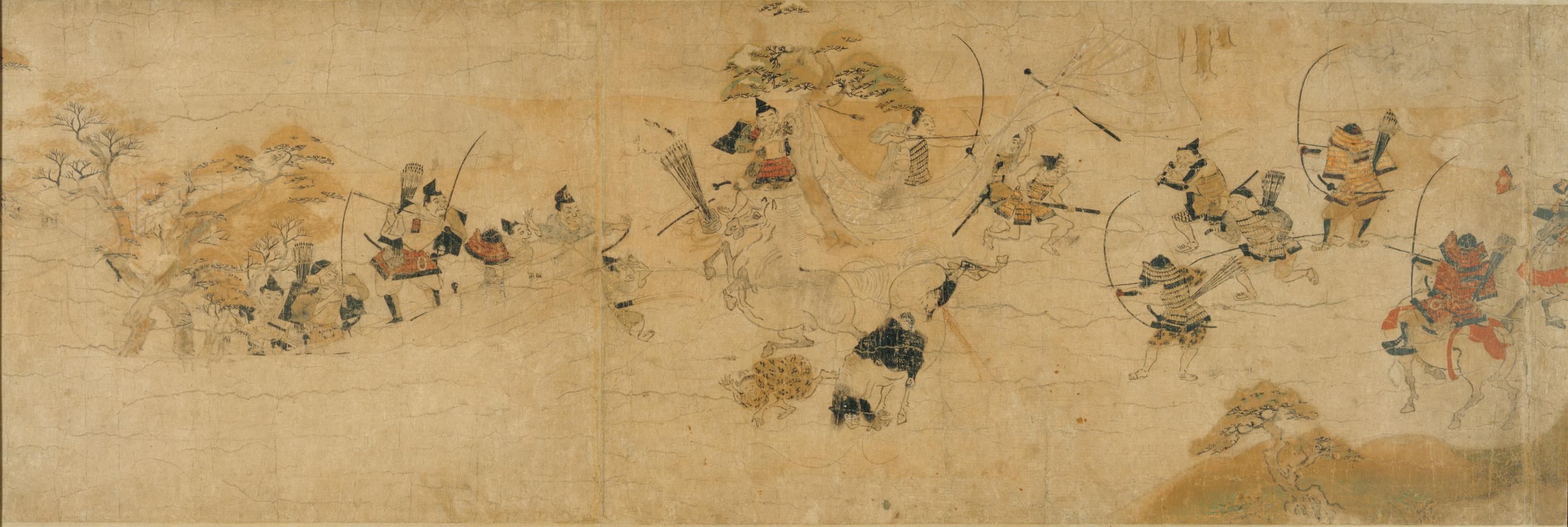
阿久利川で襲撃を受ける藤原光貞
『前九年合戦絵巻』（東京国立博物館蔵）

阿久利川事件（あくとかわじけん、あくりかわじけん）は、前九年の役中の天喜4年（1056年）に源頼義の部下が阿久利川畔の野営において何者かに夜襲を受け、人馬が殺傷された事件。前九年の役長期化の原因のひとつとなった。

## 経緯
11世紀、陸奥国における安倍氏 (奥州)の勢力拡大は著しく、次第に独立の気配を見せており、安倍頼良の代には朝廷への貢租を怠る状態となった。これに危機感を覚えた朝廷は、陸奥守の藤原登任に安倍氏討伐を命じる。
永承6年（1051年）、国府多賀城を発した討伐軍だったが、安倍軍は鬼切部(鬼首とも。現在の宮城県大崎市鳴子温泉鬼首高畑付近)で迎撃し、これを敗走させる。
登任の敗北を受け、朝廷は同年中に、武家である源頼義を代わりとして東下させた（この時点での頼義は陸奥守のみの任官であり、鎮守府将軍任官は天喜元年（1053年）とする見解がある）。
頼義着任間もない永承7年（1052年）、上東門院藤原彰子の病気平癒祈願の大赦布告が発せられ、罪を免ぜられたこともあり、頼良は源氏の棟梁である頼義に服従し、名を頼時と改め忠勤を約した。
天喜4年（1056年）頼義の任期が終わる頃のある日、鎮守府（胆沢城）から国府多賀城に頼義が帰ろうとして阿久利川（磐井川?・一迫川）畔に野営した際、頼義のもとを密使が訪れ、頼義の部下の藤原光貞、藤原元貞が夜襲を受けて人馬に損害が出るという事件があったことを告げた。そこで頼義が光貞を呼び出して心当たりの犯人を尋ねると光貞は「安倍頼時の長男、貞任が光貞の妹を妻にしたいと願ったが、光貞はいやしい俘囚にはやらぬと拒んだのを恨んでの襲撃以外考えられない」と申し立てた。
これを聞いた頼義は大いに怒り真相を確かめることもなく、安倍頼時に命じ、息子の貞任を出頭させて処罰しようとしたが、頼時は「人倫の世にあるは皆妻子のためなり。貞任愚かなりといえども、父子の愛は棄て忘るることあたわず」として、貞任を差し出すことを拒否。さらに衣川関を閉じて道を断ってしまったのである。

## 藤原経清の離反
この時点で国府の将として衣川の南にいた平永衡と藤原経清は頼義に従っていたが、2人とも頼時の婿であり微妙な立場であった。この時に永衡は陣中できらびやかな銀の兜を着けているのでこれは、敵軍への通牒でないかと永衡を誣告するものがあり、これを信じた頼義によって永衡は殺された。身の危険を感じた経清は、国府襲撃の偽の情報を流して頼義軍が多賀城へ急行している間に安倍頼時の軍に帰従した。この離反のため一時国府の政令がおぼつかなくなるほどで、前九年の役平定に時間を要することとなった。

## 陰謀説
『陸奥話記』によると、頼時はこの事件の直前も頼義を饗応しており、間もなく任期が切れて京へと戻る頼義を敢えてこの時期に刺激する意味は無い。このことから、この事件は頼義か藤原説貞（光貞、元貞の父）が頼時の暴発を狙って仕掛けた罠であろうとの説が根強い。

## 『陸奥話記』の疑わしい部分
『陸奥話記』の記述には、作者が意図的に挙行されたように疑われる部分が存在する。
例えば、『陸奥話記』では安倍氏は戦いが始まっても、少なくとも黄海合戦までは源氏軍に対して積極的な攻撃を仕掛けておらず、防戦に徹している点である。
また、安倍宗任の証言を採録した『今昔物語集』にこの事件に関する言及が全くない点である。『今昔物語集』では、前九年の役の原因は、陸奥国の奥地に住む「夷」が国家に反乱しようとしたおりに、安倍氏がそれに同心しているとの事実無根の風評が立ってしまい、頼義が一方的に攻撃を仕掛けたとされており、安倍氏には一切謀反の事実はなかったとされる。
加えて、頼時が貞任を「愚か」とし、「誅に伏す」という語を用いている点である。頼時が冤罪によって殺されようとしている潔白な我が子・貞任を「愚か」という言葉で形容する必要や、「誅（罪ある者を殺すこと）」という言葉を用いる必要は無いはずである。『陸奥話記』だけを見れば、頼時は貞任の犯行を認めていると見る他ない。
作者は、阿久利川事件の話を設けることで、国家に対する罪を憎む儒教的倫理よりも、父子の情愛を優先し、ついには国家への叛逆を成した安倍氏の非倫理性や野蛮さを強調し、源氏による安倍氏追討を正当化したのである。

## 所在地
早稲田大学名誉教授であった吉田東伍の『大日本地名辞書』によると、胆沢鎮守府と宮城（原文ママ）国府の間にある川の名とし、後世に伝えずとある。が、吉田は仮定としながらも名前の相似点から、磐井川付近の岩手県一関市赤荻（阿古幾）とした。岩手大学教授高橋崇もその著作の中で「阿久利川（あくりがわ）未詳宮城県北部か」としている。長年地域同定が出来なかったが、近年あくりでなく、利根川の利の様にあくとと呼ぶのではとの東北大学名誉教授高橋富雄の研究成果で、現在の宮城県栗原市築館と志波姫の境の一迫川畔の「阿久戸」という地域が比定地として有力である。付近には、伊治呰麻呂の居城・伊治城があり、国の史跡として発掘調査が進んでいる。

## 関連文献
- 『角川日本地名大辞典第三巻(岩手県)』　高橋富雄 他　角川書店　ISBN 4-04-001030-2. C0520